# Nazionale maschile di pallacanestro del Kuwait
La nazionale di pallacanestro formata del Kuwait è la rappresentativa cestistica del Kuwait ed è posta sotto l'egida della Federazione cestistica del Kuwait.

## Piazzamenti

### Campionati asiatici
- 1975 - 12°
- 1983 - 4°
- 1991 - 12°
- 1993 - 10°
- 1995 - 11°

- 1999 - 6°
- 2001 - 12°
- 2003 - 12°
- 2005 - 13°
- 2007 - 14°

- 2009 - 11°
- 2015 - 14°

### Giochi asiatici
- 1974 - 10°
- 1978 - 10°
- 1982 - 6°
- 1986 - 7°
- 2002 - 10°

- 2006 - 17°
- 2010 - 13°
- 2014 - 9°

## Formazioni

### Campionati asiatici
Campionato asiatico maschile di pallacanestro 20014 al-Muttiri, 5 al-Othman, 6 H. al-Ajras Salem, 7 al-Shamary, 8 Beroun, 9 K. al-Ajras Salem, 10 H. Hassan, 11 S. Hassan, 12 al-Saraf, 13 al-Shamaty, 14 el Helal, 15 al-Farhan,        All. Mohamed al-Badar
Campionato asiatico maschile di pallacanestro 20034 al-Shatij, 5 al-Rabiah, 6 al-Tabakh, 7 al-Sarraf, 8 Baroun, 9 al-Soubayale, 10 Ashanawi, 11 Hasan, 12 al-Ruwajiye, 13 al-Shemmari, 14 al-Mass, 15 Mubarak,        All. -
Campionato asiatico maschile di pallacanestro 20054 Saoera, 5 al-Ajmi, 6 al-Tabakh, 7 al-Sarraf, 8 al-Rabiah, 9 al-Rashidi, 10 Mohammad, 11 al-Mutairi, 12 al-Brahim, 13 al-Robah, 14 Mohammad, 15 Mubarak,        All. -
Campionato asiatico maschile di pallacanestro 20074 Saeed, 5 al-Rabah, 6 al-Tabakh, 7 al-Mutairi, 8 al-Brahim, 9 al-Rabah, 10 al-Khabbaz, 11 Hasan, 12 Ashkanani, 13 al-Rabah, 14 Mohammad, 15 Mubarak,        All. -
Campionato asiatico maschile di pallacanestro 20094 al-Rabah, 5 Ab. Fadhel, 6 Jamal, 7 al-Saeid, 8 al-Hamidi, 9 Ah. Fadhel, 10 Saeed, 11 Ashkanani, 14 al-Khabbaz, 15 al-Mutairi,        All. Zoran Kreković
Campionato asiatico maschile di pallacanestro 20151 Borhamah, 4 Abu Dhom, 5 Hasan, 12 al-Hamidi, 13 M. al-Shammari, 15 Marzouq, 16 al-Zafiri, 21 A. al-Shammari, 28 Aljuma'h, 30 al-Saeid,        All. Khaled Yousef

## Nazionali giovanili
- Nazionale Under-18
- Nazionale Under-16